# Blue Line International
Blue Line International je međunarodna brodarska kompanija, specijalizirana za prijevoz putnika i vozila između Hrvatske i Italije.

## Povijest
Vizija tvrtke ostvarena je još 1993. godine, u vrijeme ratnih zbivanja na hrvatskom tlu, kada je prema Italiji zaplovio trajekt „Kraljica mira“ prevozeći humanitarnu pomoć i prognanike.
„Kraljica mira“ plovila je tada pod zastavom kompanije SEM Maritime Company (SMC), a 1997. godine istoj kompaniji pridružio se i brod „Split 1700“.
SMC je na hrvatsko-talijanskom tržištu postojao sve do 2003. godine, kada je na njegovim osnovama nastavila kompanija Blue Line International, koja je postavila nove standarde u pomorskom prijevozu.
2003. godine naručen je i trajekt „Ancona“, u to vrijeme najveći brod na Jadranu, koji je zajedno s trajektom „Split 1700“ plovio na svakodnevnoj „plavoj liniji“ Split-Ancona-Split, održavajući i sezonske linije Ancona-Hvar-Ancona i Ancona-Vis-Ancona.
Danas su ti brodovi zamijenjeni novim, još komfornijim brodovima znatno većeg kapaciteta i broja sadržaja.
Proširenje flote stvorilo je temelje za uvođenje nove cjenovne politike, pa u proljeće 2010. Blue Line Int. postaje prva LOW COST brodarska kompanija na Mediteranu.

## Uloga u pomorskom prometu
U floti Blue Line International plove dva komforna putnička broda (m/f Regina della Pace i m/f Dalmatia), na kojima je niskotarifni smještaj moguće rezervirati putem sigurne i jednostavne online- kupnje na www.blueline-ferries.com ili putem ovlaštenih agenata. 
Blue Line je važna pomorska poveznica između Hrvatske i Italije, a njihovi najvjerniji putnici su hodočasnici, koji tijekom cijele godine obilaze marijansko svetište Međugorje. Zbog raznolikog profila putnika na relaciji Split – Ancona, prilagođene su i cijene karata za različite tipove trajektnog smještaja.

## Flota
| Naziv broda           | Izgrađen | Naručen              | Zastava | Bilješke |
| --------------------- | -------- | -------------------- | ------- | -------- |
| M/T Regina della Pace | 1979.    | 2009. (za Blue Line) | Panama  |          |

### Bivši brodovi
| Naziv broda    | Izgrađen | Naručen        | Zastava | Prestao ploviti |
| -------------- | -------- | -------------- | ------- | --------------- |
| M/T Split 1700 | 1966.    | 1997. (za SMC) | Panama  | 2010.           |
| M/T Ancona     | 1966.    | 2003.          | Panama  | 2010.           |
| M/T Dalmatia   | 1978.    | 2011.          | Panama  |                 |

## Vanjske poveznice
- Službena web-stranica Blue Linea
- www.faktaomfartyg.se   Arhivirana inačica izvorne stranice od 17. lipnja 2009. (Wayback Machine)
- Nakon četvrt stoljeća 'Blue Line' neće ploviti iz Splita za Anconu: kompanija ostala bez flote, 'Regina' prodana Grcima, Slobodna Dalmacija. 13. ožujka 2017.